# Microtis oblonga
Microtis oblonga är en orkidéart som beskrevs av Richard Sanders Rogers. Microtis oblonga ingår i släktet Microtis och familjen orkidéer. Inga underarter finns listade i Catalogue of Life.